# Football League Cup 1973-1974
La Football League Cup 1973-1974 è stata la 14ª edizione del terzo torneo calcistico più importante del calcio inglese, l'8ª in finale unica. La manifestazione, ebbe inizio il 28 agosto 1973 e si concluse il 2 marzo 1974 con la finale di Wembley.
Il trofeo fu vinto dal Wolverhampton Wanderers, che nell'atto conclusivo si impose sul Manchester City, con il punteggio di 2-1.
La novità a livello regolamentare dell'edizione odierna è l'introduzione dopo i tempi supplementari dei calci di rigore, in caso di parità nelle due sfide di semifinale.

## Formula
La Football League Cup era riservata alle 92 squadre della Football League. Il torneo era composto da scontri ad eliminazione diretta, ad esclusione delle semifinali che prevedevano due match, dove la squadra con il miglior risultato combinato accedeva alla finale unica. Se uno scontro terminava in parità, la sfida veniva ripetuta a campi invertiti fino a quando una delle due contendenti non otteneva la vittoria, mentre in finale, si rigiocava sempre in campo neutro. In caso di pareggio, anche nel replay, si faceva ricorso ai tempi supplementari.
|                              | Squadre che entrano in questo turno                                                                    | Squadre qualificate dal turno precedente    |
| ---------------------------- | --- | ------------------------------------------- |
| Primo turno (56 squadre)     | - 24 squadre dalla Fourth Division - 24 squadre dalla Third Division - 8 squadre dalla Second Division |                                             |
| Secondo turno (64 squadre)   | - 22 squadre dalla First Division - 14 squadre dalla Second Division                                   | - 28 squadre vincitrici del primo turno     |
| Terzo turno (32 squadre)     | | - 32 squadre vincitrici del secondo turno   |
| Quarto turno (16 squadre)    | | - 16 squadre vincitrici del terzo turno     |
| Quarti di finale (8 squadre) | | - 8 squadre vincitrici del quarto turno     |
| Semifinali (4 squadre)       | | - 4 squadre vincitrici dei quarti di finale |
| Finale (2 squadre)           | | - 2 squadre vincitrici delle semifinali     |

## Primo turno
| Squadra 1        | Risultato | Squadra 2         |
| ---------------- | --------- | ----------------- |
| 28 agosto 1973   |           |                   |
| Bolton           | 1 - 1     | Preston N.E.      |
| Brentford        | 1 - 2     | Leyton Orient     |
| Bury             | 0 - 0     | Oldham Athletic   |
| Carlisle Utd     | 2 - 2     | Workington        |
| Halifax Town     | 1 - 1     | Barnsley          |
| Grimsby Town     | 2 - 1     | Northampton Town  |
| Notts County     | 3 - 4     | Doncaster         |
| Rotherham Utd    | 2 - 1     | Lincoln City      |
| Swindon Town     | 3 - 3     | Newport County    |
| Swansea City     | 1 - 1     | Exeter City       |
| Portsmouth       | 2 - 1     | Southend Utd      |
| 29 agosto 1973   |           |                   |
| Aldershot        | 1 - 1     | Cambridge Utd     |
| Bournemouth      | 1 - 0     | Bristol Rovers    |
| Brighton         | 1 - 2     | Charlton          |
| Cardiff City     | 2 - 0     | Hereford Utd      |
| Chester City     | 0 - 2     | Wrexham           |
| Chesterfield     | 1 - 1     | Mansfield Town    |
| Darlington       | 2 - 1     | Bradford City     |
| Gillingham       | 4 - 2     | Colchester Utd    |
| Peterborough Utd | 2 - 2     | Scunthorpe Utd    |
| Reading          | 2 - 2     | Watford           |
| Rochdale         | 5 - 3     | Hartlepool Utd    |
| Southport        | 1 - 1     | Blackburn         |
| Stockport County | 2 - 0     | Port Vale         |
| Torquay Utd      | 0 - 2     | Plymouth          |
| Tranmere         | 3 - 3     | Crewe Alexandra   |
| York City        | 1 - 0     | Huddersfield Town |
| Walsall          | 6 - 1     | Shrewsbury Town   |

### Replay
| Squadra 1        | Risultato      | Squadra 2        |
| ---------------- | -------------- | ---------------- |
| 4 settembre 1973 |                |                  |
| Barnsley         | 0 - 1          | Halifax Town     |
| Newport County   | 1 - 2          | Swindon Town     |
| Oldham Athletic  | 2 - 3          | Bury             |
| Scunthorpe Utd   | 2 - 1          | Peterborough Utd |
| 5 settembre 1973 |                |                  |
| Blackburn        | 3 - 1 (d.t.s.) | Southport        |
| Cambridge Utd    | 3 - 0          | Aldershot        |
| Crewe Alexandra  | 0 - 1          | Tranmere         |
| Exeter City      | 2 - 1 (d.t.s.) | Swansea City     |
| Mansfield Town   | 0 - 1          | Chesterfield     |
| Preston N.E.     | 0 - 2 (d.t.s.) | Bolton           |
| Watford          | 2 - 3          | Reading          |
| Workington       | 0 - 1          | Carlisle Utd     |

## Secondo turno
| Squadra 1        | Risultato | Squadra 2         |
| ---------------- | --------- | ----------------- |
| 2 ottobre 1973   |           |                   |
| Arsenal          | 1 - 0     | Tranmere          |
| Walsall          | 0 - 0     | Manchester City   |
| 8 settembre 1973 |           |                   |
| Coventry City    | 5 - 1     | Darlington        |
| Derby County     | 2 - 2     | Sunderland        |
| Everton          | 1 - 0     | Reading           |
| Halifax Town     | 0 - 3     | Wolverhampton     |
| Ipswich Town     | 2 - 0     | Leeds Utd         |
| Leicester City   | 3 - 3     | Hull City         |
| Manchester Utd   | 0 - 1     | Middlesbrough     |
| Newcastle Utd    | 6 - 0     | Doncaster         |
| QPR              | 1 - 0     | Tottenham         |
| Southampton      | 3 - 0     | Charlton          |
| Stoke City       | 1 - 0     | Chelsea           |
| West Bromwich    | 1 - 1     | Sheffield Utd     |
| West Ham Utd     | 2 - 2     | Liverpool         |
| 9 ottobre 1973   |           |                   |
| Blackpool        | 1 - 1     | Birmingham City   |
| Bury             | 2 - 0     | Cambridge Utd     |
| Leyton Orient    | 2 - 0     | Blackburn         |
| Plymouth         | 4 - 0     | Portsmouth        |
| Scunthorpe Utd   | 0 - 0     | Bristol City      |
| Stockport County | 1 - 0     | Crystal Palace    |
| York City        | 1 - 0     | Aston Villa       |
| 10 ottobre 1973  |           |                   |
| Bournemouth      | 0 - 0     | Sheffield Weds    |
| Cardiff City     | 2 - 2     | Burnley           |
| Chesterfield     | 1 - 0     | Swindon Town      |
| Gillingham       | 1 - 2     | Carlisle Utd      |
| Luton Town       | 1 - 1     | Grimsby Town      |
| Millwall         | 0 - 0     | Nottingham Forest |
| Norwich City     | 6 - 2     | Wrexham           |
| Oxford Utd       | 1 - 1     | Fulham            |
| Rochdale         | 0 - 4     | Bolton            |
| Rotherham Utd    | 1 - 4     | Exeter City       |

### Replay
| Squadra 1         | Risultato      | Squadra 2      |
| ----------------- | -------------- | -------------- |
| 15 ottobre 1973   |                |                |
| Sheffield Weds    | 2 - 2 (d.t.s.) | Bournemouth    |
| 16 ottobre 1973   |                |                |
| Birmingham City   | 4 - 2          | Blackpool      |
| Bristol City      | 2 - 1 (d.t.s.) | Scunthorpe Utd |
| Burnley           | 3 - 2 (d.t.s.) | Cardiff City   |
| Fulham            | 3 - 0          | Oxford Utd     |
| Grimsby Town      | 0 - 0 (d.t.s.) | Luton Town     |
| Nottingham Forest | 1 - 3          | Millwall       |
| 22 ottobre 1973   |                |                |
| Manchester City   | 0 - 0 (d.t.s.) | Walsall        |
| 29 ottobre 1973   |                |                |
| Liverpool         | 1 - 0          | West Ham Utd   |
| Sunderland        | 2 - 2 (d.t.s.) | Derby County   |
| 31 ottobre 1973   |                |                |
| Hull City         | 3 - 2          | Leicester City |

### Secondo Replay
| Squadra 1       | Risultato      | Squadra 2       |
| --------------- | -------------- | --------------- |
| 23 ottobre 1973 |                |                 |
| Luton Town      | 2 - 0          | Grimsby Town    |
| 29 ottobre 1973 |                |                 |
| Sheffield Weds  | 2 - 1 (d.t.s.) | Bournemouth     |
| 30 ottobre 1973 |                |                 |
| Walsall         | 0 - 4          | Manchester City |
| 31 ottobre 1973 |                |                 |
| Derby County    | 0 - 3          | Sunderland      |

## Terzo turno
| Squadra 1        | Risultato | Squadra 2        |
| ---------------- | --------- | ---------------- |
| 30 ottobre 1973  |           |                  |
| Birmingham City  | 2 - 2     | Newcastle Utd    |
| Bristol City     | 2 - 2     | Coventry City    |
| Burnley          | 1 - 2     | Plymouth         |
| Everton          | 0 - 1     | Norwich City     |
| Southampton      | 3 - 0     | Chesterfield     |
| 31 ottobre 1973  |           |                  |
| Fulham           | 2 - 2     | Ipswich Town     |
| Leyton Orient    | 1 - 1     | York City        |
| Luton Town       | 0 - 0     | Bury             |
| Millwall         | 1 - 1     | Bolton           |
| Stoke City       | 1 - 1     | Middlesbrough    |
| Tranmere         | 1 - 1     | Wolverhampton    |
| West Bromwich    | 1 - 3     | Exeter City      |
| 6 novembre 1973  |           |                  |
| Carlisle Utd     | 0 - 1     | Manchester City  |
| Hull City        | 4 - 1     | Stockport County |
| QPR              | 8 - 2     | Sheffield Weds   |
| 21 novembre 1973 |           |                  |
| Sunderland       | 0 - 2     | Liverpool        |

### Replay
| Squadra 1        | Risultato      | Squadra 2       |
| ---------------- | -------------- | --------------- |
| 6 novembre 1973  |                |                 |
| Bolton           | 1 - 2          | Millwall        |
| Bury             | 2 - 3          | Luton Town      |
| Coventry City    | 2 - 1          | Bristol City    |
| Middlesbrough    | 1 - 2 (d.t.s.) | Stoke City      |
| York City        | 2 - 1          | Leyton Orient   |
| 7 novembre 1973  |                |                 |
| Newcastle Utd    | 0 - 1 (d.t.s.) | Birmingham City |
| 13 novembre 1973 |                |                 |
| Wolverhampton    | 2 - 1          | Tranmere        |
| 14 novembre 1973 |                |                 |
| Ipswich Town     | 2 - 1          | Fulham          |

## Quarto turno
| Squadra 1        | Risultato | Squadra 2       |
| ---------------- | --------- | --------------- |
| 20 novembre 1973 |           |                 |
| Coventry City    | 2 - 1     | Stoke City      |
| QPR              | 0 - 3     | Plymouth        |
| Wolverhampton    | 5 - 1     | Exeter City     |
| 21 novembre 1973 |           |                 |
| Ipswich Town     | 1 - 3     | Birmingham City |
| Millwall         | 3 - 1     | Luton Town      |
| Southampton      | 0 - 2     | Norwich City    |
| York City        | 0 - 0     | Manchester City |
| 27 novembre 1973 |           |                 |
| Hull City        | 0 - 0     | Liverpool       |

### Replay
| Squadra 1       | Risultato | Squadra 2 |
| --------------- | --------- | --------- |
| 4 dicembre 1973 |           |           |
| Liverpool       | 3 - 1     | Hull City |
| 5 dicembre 1973 |           |           |
| Manchester City | 4 - 1     | York City |

## Quarti di finale
| Squadra 1        | Risultato | Squadra 2       |
| ---------------- | --------- | --------------- |
| 19 dicembre 1973 |           |                 |
| Birmingham City  | 1 - 2     | Plymouth        |
| Coventry City    | 2 - 2     | Manchester City |
| Millwall         | 1 - 1     | Norwich City    |
| Wolverhampton    | 1 - 0     | Liverpool       |

### Replay
| Squadra 1       | Risultato | Squadra 2     |
| --------------- | --------- | ------------- |
| 16 gennaio 1974 |           |               |
| Manchester City | 4 - 2     | Coventry City |
| Norwich City    | 2 - 1     | Millwall      |

## Semifinali
| Squadra 1    | Totale | Squadra 2       | Andata          | Ritorno         |
| ------------ | ------ | --------------- | --------------- | --------------- |
|              |        |                 | 23 gennaio 1974 | 26 gennaio 1974 |
| Norwich City | 1 - 2  | Wolverhampton   | 1 - 1           | 0 - 1           |
|              |        |                 | 23 gennaio 1974 | 30 gennaio 1974 |
| Plymouth     | 1 - 3  | Manchester City | 1 - 1           | 0 - 2           |

## Finale
| Arbitro: | Dawe Wallace |

|                         |           |          |
| Hibbit 44’ Richards 44’ | Marcatori | 59’ Bell |

| Wolverhampton Wanderers | Manchester City |

| WOLVERHAMPTON WANDERERS |                 |  |     |
|                         |                 |  |     |
| 1                       | Gary Pierce     |  |     |
| 2                       | Geoff Palmer    |  |     |
| 3                       | Derek Parkin    |  |     |
| 4                       | Mike Bailey (C) |  |     |
| 5                       | Frank Munro     |  |     |
| 6                       | John McAlle     |  |     |
| 7                       | Alan Sunderland |  |     |
| 8                       | Kenny Hibbitt   |  |     |
| 9                       | John Richards   |  |     |
| 10                      | Derek Dougan    |  |     |
| 11                      | Dave Wagstaffe  |  | 83’ |
| A disposizione:         |                 |  |     |
| 12                      | Barry Powell    |  | 83’ |
| Manager:                |                 |  |     |
| Bill McGarry            |                 |  |     |

| MANCHESTER CITY |                    |
|                 |                    |
| 1               | Keith MacRae       |
| 2               | Glyn Pardoe        |
| 3               | Willie Donachie    |
| 4               | Mike Doyle         |
| 5               | Tommy Booth        |
| 6               | Tony Towers        |
| 7               | Mike Summerbee (C) |
| 8               | Colin Bell         |
| 9               | Francis Lee        |
| 10              | Denis Law          |
| 11              | Rodney Marsh       |
| A disposizione: |                    |
| 12              | Frank Carrodus     |
| Manager:        |                    |
| Ron Saunders    |                    |